# جو شامبرلين
جو شامبرلين (بالإنجليزية: Joe Chamberlain)‏ هو لاعب كرة قاعدة أمريكي، ولد في 10 مايو 1910 في سان فرانسيسكو في الولايات المتحدة، وتوفي بنفس المكان في 28 يناير 1983.

## وصلات خارجية
- جو شامبرلين على موقعبيزبول رفرنس.كوم (الدوري الرئيسي) (الإنجليزية)